# Julieta Jankunas

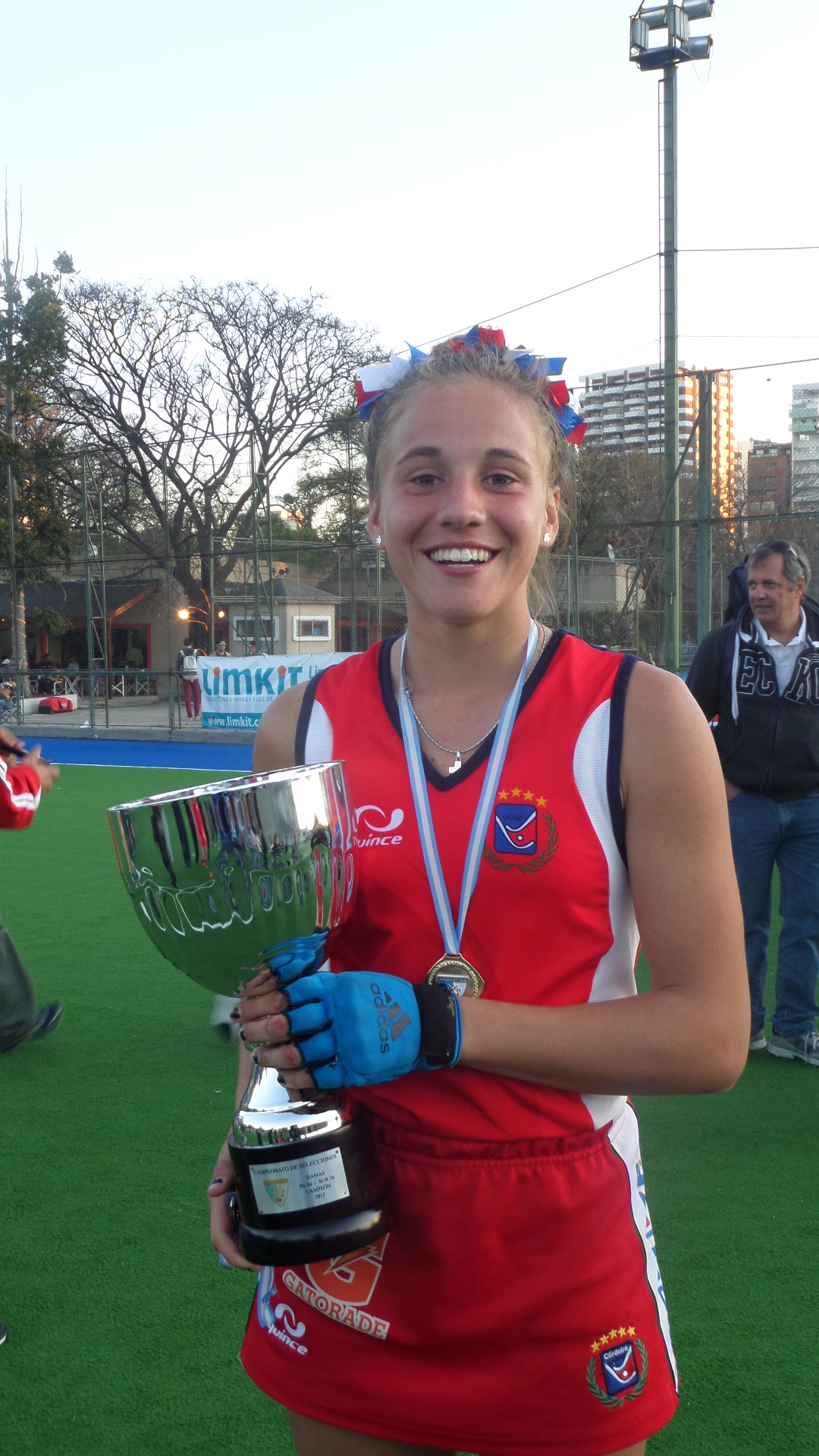
Julieta Jankunas (2015)

Julieta Jankunas (* 20. Januar 1999 in Córdoba) ist eine argentinische Hockeyspielerin. Sie gewann mit der argentinischen Nationalmannschaft eine olympische Silbermedaille (2021) und eine Bronzemedaille (2024).

## Sportliche Karriere
Die Stürmerin nahm 2014 an den Olympischen Jugendspielen teil. Dort gewann die argentinische Mannschaft die Bronzemedaille im Fünfer-Hockey. Julieta Jankunas war mit 19 Toren die Torschützenkönigin des Turniers. 2016 siegte Jankunas mit der argentinischen Juniorinnenmannschaft bei den Panamerikanischen Juniorenmeisterschaften und bei der Juniorenweltmeisterschaft.
Bereits im Oktober 2015 debütierte Jankunas in der argentinischen Nationalmannschaft, aber erst 2017 gehörte sie regelmäßig zum Aufgebot. 2018 gewann sie mit der argentinischen Mannschaft bei den Südamerikaspielen in Cochabamba. Im Finale besiegten die Argentinierinnen die Mannschaft Uruguays mit 8:0. London war Austragungsort der Weltmeisterschaft 2018. Die Argentinierinnen belegten in ihrer Vorrundengruppe den zweiten Platz. Im Viertelfinale unterlagen sie den Australierinnen im Shootout. Letztlich belegten die Argentinierinnen den siebten Platz. 2019 gewann die argentinische Mannschaft die Goldmedaille bei den Panamerikanischen Spielen in Lima. Jankunas war mit 11 Toren, und zwar ausschließlich Feldtoren, Torschützenkönigin des Turniers.
Bei den Olympischen Spielen in Tokio belegten die Argentinierinnen in ihrer Vorrundengruppe nur den dritten Platz. Mit einem 3:0-Sieg im Viertelfinale gegen die deutsche Mannschaft und einem 2:1-Halbfinalsieg über die Inderinnen erreichten die Argentinierinnen das Finale gegen die Mannschaft aus den Niederlanden. Die Argentinierinnen unterlagen mit 1:3 und erhielten die Silbermedaille. Das olympische Finale war das 110. Länderspiel von Julieta Jankunas.
Im Jahr darauf erreichten die Argentinierinnen bei der Weltmeisterschaft in Terrassa mit einem Sieg im Shootout gegen die deutsche Mannschaft das Endspiel. Dort verloren sie mit 1:3 gegen die Niederländerinnen. 2023 trafen die Argentinierinnen im Finale der Panamerikanischen Spiele in Santiago auf das Team aus den Vereinigten Staaten und gewannen durch Tore von Agustina Gorzelany und Eugenia Trinchinetti mit 2:1. Bei den Olympischen Spielen 2024 in Paris verloren die Argentinierinnen im Halbfinale gegen die Niederländerinnen. Das Spiel um den dritten Platz gewannen sie im Shootout gegen die Belgierinnen. Jankunas war in allen acht Spielen dabei.
Julieta Jankunas spielt mittlerweile bei Ciudad in Buenos Aires.